# أناند كومار (مخرج)
أناند كومار (بالإنجليزية: Anand Kumar)‏ هو مخرج هندي، ولد في 10 ديسمبر 1970 في دلهي في الهند.